# Louise-Frédérique de Wurtemberg
La duchesse Louise-Frédérique de Wurtemberg (3 février 1722- 2 août 1791) est une duchesse consort de Mecklembourg-Schwerin. Elle est la fille de Frédéric-Louis de Wurtemberg (1698-1731) et de la margravine Henriette-Marie de Brandebourg-Schwedt. Le 2 mars 1746, elle épouse Frédéric II de Mecklembourg-Schwerin. Ses quatre enfants meurent en bas âge.